# Janez Matjašič
Janez Matjašič, slovenski zoolog, predavatelj in akademik, * 14. maj 1921, Ljubljana, † 9. avgust 1996.
Matjašič je po letu 1960 deloval kot učitelj (docent) na Biološkem oddelku Biotehniške fakultete Univerze v Ljubljani, od 1965 kot izredni profesor, nato od 1975 kot znanstveni svetnik na Biološkem inštitutu Jovana Hadžija ZRC SAZU in bil član Slovenske akademije znanosti in umetnosti (izredni 1974, redni od 1989).